# Algebraická nezávislost
Algebraická nezávislost je pojem z oboru abstraktní algebry. Podmnožina {\displaystyle M} tělesa {\displaystyle T} je algebraicky nezávislá nad podtělesem {\displaystyle S}, pokud prvky {\displaystyle M} nesplňují žádnou netriviální polynomiální rovnost s koeficienty z tělesa {\displaystyle S}, tedy pokud pro žádný konečný výběr {\displaystyle m_{1},\dots ,m_{n}\in M} po dvou různých prvků neexistuje polynom {\displaystyle p(x_{1},\dots ,x_{n})\in S[x_{1},\dots ,x_{n}]} takový, že by platilo {\displaystyle p(m_{1},\dots ,m_{n})=0}.
V případě jednoprvkové množiny odpovídá nezávislost transcendenci a obecně platí, že prvkem algebraicky nezávislé množiny může být pouze transcendentní prvek.